# Le Fréchet
 Le Fréchet  là một xã thuộc tỉnh Haute-Garonne trong vùng Occitanie ở tây nam nước Pháp. Xã nằm ở khu vực có độ cao trung bình 372 mét trên mực nước biển.